# Maria Markowska
Maria Markowska, ps. Kruk i in. (ur. 1878 w Terespolu, zm. 8 marca 1939 w Warszawie) – polska poetka, tłumaczka. Przetłumaczyła na język polski oryginalny tekst Międzynarodówki.

## Biografia
Działała w PPS, a po rozłamie tej partii – we Frakcji Rewolucyjnej. Początkowo związana ze środowiskiem legionowym (wyszła za mąż za generała Henryka Minkiewicza, małżeństwo bezdzietne), z czasem znalazła się w opozycji wobec obozu Piłsudskiego. Współtworzyła z małżonkiem ośmieszające Piłsudskiego Wiadomości Ideowe, w którym zamieszczała satyryczne wiersze. Główny nurt twórczości Markowskiej (poemat Za wolność z 1899, wydrukowany w Londynie w 1902 i cykl Burza w tomie Poezje z 1909, wydane również osobno) to wiersze o tematyce rewolucyjnej. Pisane dla robotników i działaczy lewicy, przeznaczone na wiece, do ulotek i broszur, odznaczają się znajomością warsztatu literackiego i silnymi związkami z poezją współczesną (Jan Kasprowicz, Andrzej Niemojewski). Parę utworów Markowskiej (Pieśń majowa i Hej, co mi tam z 1901, Pieśń ulicy z 1905) zdobyło wielką popularność także jako pieśni anonimowe. Po 1905 Markowska opiewała poległych rewolucjonistów; w twórczości jej górowały tony szyderstwa, goryczy i pesymizmu. Są one też obecne w wierszach Markowskiej o tematyce osobistej (Melodie śmierci w tomie Poezje z 1909, również wydane osobno). Utwory te, zgodne z wzorami liryki modernistycznej, cechuje duża emocjonalność i upodobanie do swobodnych struktur wersyfikacyjnych. Marginesowo zajmowała się poetka przekładami i twórczością dla dzieci i młodzieży.